# La République de Seine-et-Marne
La République de Seine-et-Marne ist die für das französische Département Seine-et-Marne maßgebliche regionale Wochenzeitung. Sie erscheint wöchentlich montags in einer Auflage von etwa 25.000 Exemplaren; schwarz-weiß bedruckt. Gedruckt wird sie in Fouilloy von Imprimeries IPS.

## Editorial
Die Wochenzeitung deckt verschiedene Themen ab: Nachrichten, Sport, Freizeit, Kultur, Kleinanzeigen, Kino, Festivals, lokale Politik, soziales Leben und weitere. Die Firmenhomepage gab Ende 2013 als Leserzahl 91.512 an. Der Verkaufspreis liegt aktuell bei 1,30 Euro.

## Geschichte
Die Zeitung wurde zunächst von 1894 bis 1979 für die Bereiche Melun, Val de Seine und Sénart herausgegeben. Seit 1983 erscheint die Wochenzeitung im heutigen Gewand. Erster Chefredakteur war René Morel (1894–1902), Mitglied der société d’archéologie de Seine-et-Marne und 1899 zum „officier d’académie“ ernannt. Ihm folgte Eugène Delaroue (1902–1906), Universitätsprofessor und Bürgermeister von Melun.